# Hemignathus vorpalis
Hemignathus vorpalis – gatunek wymarłego ptaka z rodziny łuszczakowatych (Fringillidae), podrodziny łuskaczy.

## Okoliczności odkrycia
Szczątki H. vorpalis odkryto w 1992 w jaskini lawowej w północnym zboczu wulkanu Hualālai, na wyspie Hawaiʻi. Wraz ze wspomnianym gatunkiem odkryto w kolejnych korytarzach lawy skamieniałości innych ptaków – krzyżówki białookiej (Anas laysanensis), bernikli hawajskiej (Branta sandvicensis), dużej, nielotnej gęsi z rodzaju Branta i czterech gatunków łuskaczy. Prócz tego znaleziono nielotnego chruściela, petrela, dwa krukowate i miodojada. W przypadku H. vorpalis odnaleziono miejscami połączony szkielet. Odkrycia dokonali J. Giffin i R. Covington. Obok kości wspomnianej hawajki znajdowało się pięć kości nielotnego przedstawiciela Porzana.

## Holotyp
Na holotyp składa się niekompletny szkielet, w jego skład wchodzą:
- duża część górnej szczęki rozpoczynająca się w okolicach tylnej części prawego nozdrza i ciągnąca się niemal po koniec szczęki (którego brakuje)
- część żuchwy obejmująca okolice spojenia żuchwy oraz fragment lewej i prawej gałęzi żuchwy
- fragment czaszki, zachowały się okolice prawego otworu usznego
- bliższy ciału koniec lewej kości udowej oraz jej trzon
- dalszy w stosunku do ciała koniec kości łokciowej z częścią trzonu
- lewy tibiotarsus, nie zachował się dalszy od osi ciała koniec
- prawy tibiotarsus bez dalszego w stosunku do ciała końca oraz większości grzebienia w przedniej części kości (cnemial crest)
- lewy tarsometatarsus (skok) z wytartym bliższym ciału końcem
- bliższa ciału połowa prawego skoku z wytartym końcem

Pozostałości górnej szczęki wskazują na to, że była zgięta w dół i zwężała się tuż przed nozdrzami, co jest charakterystyczne dla Hemignathus i Akialoa. Żuchwa była znacznie krótsza od górnej szczęki, co wskazuje na przynależność do Hemignathus. Górna szczęka była dłuższa niż u hawajki półżuchwowej (H. lucidus) i pełzaczowatej (H. wilsoni). Tkanka nerwowo-naczyniowa skupiona była w przedniej części żuchwy. W porównaniu do wspomnianych hawajek i Akialoa żuchwa H. vorpalis była wąska. Z szacunkowych długości szkieletu (poza czaszką) wynika, że nowo odkryty gatunek znacznie przewyższał wielkością H. lucidus (blisko 63%) i H. wilsoni (około 50%).
Wymarcie gatunku musiało nastąpić mniej więcej wtedy, gdy jaskinia Petrel Cave uformowała się z lawy; prawdopodobnie miało to miejsce 1500–3000 lat temu. Zważywszy na losy wielu innych wymarłych w holocenie gatunków ptaków, H. vorpalis prawdopodobnie wyginął w okresie powstawania na Hawajach pierwszych osad ludzkich, około 1600 lat temu lub mniej.